# بي. د. هايمان
بي. د. هايمان (بالإنجليزية: B. D. Hyman)‏ هي كاتِبة وممثلة أمريكية، ولدت في 1 مايو 1947 في سانتا آنا في الولايات المتحدة.

## وصلات خارجية
- الموقع الرسمي
- بي. د. هايمان على موقع IMDb (الإنجليزية)